# Бибик, Сергей Владимирович
Сергей Владимирович Бибик (род. 1966, СССР) — российский военачальник, Начальник Главного автобронетанкового управления Министерства обороны Российской Федерации с 2019 по 2021 годы, генерал-майор (2013).

## Биография
Родился в 1966 году. Окончил Ташкентское высшее танковое командное училище в 1987 году.
С 1987 по 1993 год проходил службу на различных должностях в Северо-Кавказском и Сибирском военных округах.
В 1996 году окончил Военную академию бронетанковых войск. После её окончания вернулся для дальнейшего прохождения службы в Северо-Кавказский военный округ, где был назначен заместителем начальника вооружения соединения.
После окончания Военной академии Генерального штаба Вооруженных Сил Российской Федерации в 2006 году назначен на должность начальника бронетанковой службы управления вооружения Московского военного округа. С 25 апреля 2011 года начальник бронетанковой службы Западного военного округа.
12 декабря 2013 года присвоено воинское звание генерал-майор.
С 2015 года начальник организационно-технического управления — заместитель начальника Главного автобронетанкового управления Министерства обороны Российской Федерации.
Указом Президента Российской Федерации от 1 апреля 2019 года назначен начальником Главного автобронетанкового управления (ГАБТУ) Министерства обороны Российской Федерации.
5 апреля 2019 года заместитель Министра обороны России генерал армии Булгаков вручил штандарт начальника Главного автобронетанкового управления (ГАБТУ) Министерства обороны Российской Федерации генерал-майору Сергею Бибику.

## Награды
- Орден «За военные заслуги»;
- Медаль ордена «За заслуги перед Отечеством» II степени;
- Медаль «Участнику военной операции в Сирии»;
- Медаль «За отличие в военной службе» III, II, I степени
- Медаль «За воинскую доблесть» 1-й степени
- Медаль «За укрепление боевого содружества»
- Медаль «200 лет Министерству обороны»
- Медаль «За отличие в военной службе» 1-й степени
- Медаль «За безупречную службу» 2-й степени
- Медаль «За безупречную службу» 3-й степени
- Медали СССР;
- Медали РФ;
- Заслуженный военный специалист Российской Федерации